# Młoda gwardia (film)
Młoda gwardia (ros. Молодая гвардия, Mołodaja gwardija) – radziecki film wojenny z 1948 roku oparty na powieści Aleksandra Fadiejewa o tym samym tytule, będący dwuseryjną epopeją poświęconą wielkiej wojnie ojczyźnianej.

## Fabuła
Film skupia się na rzeczywistych wydarzeniach. Akcja filmu rozgrywa się w 1942 roku podczas hitlerowskiej okupacji Rosji. W zajętym przez Niemców mieście Krasnodon grupa komsomolców zakłada podziemną organizację Młoda Gwardia, której celem jest walka z faszystowskim okupantem. Role młodych gwardzistów zagrali studenci WGIK-u.

## Obsada
- Władimir Iwanow jako Oleg Koszewoj
- Inna Makarowa jako Lubow Szewcowa
- Nonna Mordiukowa jako Uljana Gromowa
- Siergiej Gurzo jako Siergiej Tiulenin
- Ludmiła Szagałowa jako Walerija Borc
- Wiktor Chochriakow jako komunista Procenko
- Boris Bitiukow jako Iwan Ziemnuchow
- Wiaczesław Tichonow jako Wołodia Ośmuchin
- Karaman Mgeladze jako Gieorgij Arutiunianc
- Gieorgij Jumatow jako Anatolij Popow
- Gleb Romanow jako Iwan Turkienicz
- Siergiej Bondarczuk jako Andriej Walko
- Lew Fienin jako ojciec Siergieja Tiulenina
- Anatolij Czemodurow jako Siergiej Lewaszow

## Nagrody
- 1949: Nagroda Stalinowska pierwszego stopnia[3][4]
- 2009: Festiwal Filmów Rosyjskich "Sputnik nad Polską" - nominacja w sekcji Tu idzie młodość[5]